# Гонцере (Бреша)
Гонцере је насеље у Италији у округу Бреша, региону Ломбардија.
Према процени из 2011. у насељу је живело 69 становника. Насеље се налази на надморској висини од 165 м.